# Ange Le Strat
Ange Le Strat (* 18. Februar 1918 in Inguiniel; † 8. Dezember 1999 in Morlaix) war ein französischer Radrennfahrer und nationaler Meister im Radsport.

## Sportliche Laufbahn
Als Amateur wurde er 1938 mit Georges Roux, Robert Dorgebray und Louis Dolhem nationaler Meister im Mannschaftszeitfahren. 1937 gewann er das Eintagesrennen Paris–Montereau. Das traditionsreiche Rennen Paris–Évreux am Beginn der Saison gewann er 1942.
1943 wurde Le Strat Berufsfahrer im Radsportteam Mercier-Hutchinson. Er blieb bis 1955 aktiv. Mit dem Grand Prix de Plouay 1946 hatte er einen ersten bedeutenden Erfolg als Profi. Auch das Etappenrennen Tour de l’Ouest gewann er in jener Saison. 1948 war er im Distanzrennen Bordeaux–Paris erfolgreich und gewann auch das Rennen Paris–Clermont-Ferrand vor René Vietto. 1950 entschied er Paris–Camembert und den Grand Prix de Calais für sich. Zweite Plätze errang er in den Rennen Paris–Limoges und Tour de l’Ouest 1947. Dritter wurde er 1950 im Grand Prix de l’Echo d’Algier hinter Louison Bobet und in dem 24-Stunden-Rennen Bol d’or im Pariser Vélodrome d’Hiver hinter Fiorenzo Magni und Rudi Valenta.
In der Tour de France kam er 1937 im Team von Jean Robic auf den 33. Gesamtrang, 1949 war er ausgeschieden.
Im Bahnradsport gewann er 1954 die französische Winterbahnmeisterschaft der Steher. 1956 wurde er Vize-Meister im Steherrennen hinter Roger Godeau. Bei den UCI-Bahn-Weltmeisterschaften 1955 belegte er im Finale der Steher den 5. Platz.